# Meerbecke
Die Meerbecke ist ein Bach, der in die Hopstener Aa mündet.
Die Meerbecke entsteht aus dem Zusammenfluss von zwei unbenannten Gräben westlich der Uffelner Siedlung Flüddert. Sie fließt am Naturschutzgebiet Heiliges Meer – Heupen vorbei und mündet in die Hopstener Aa.

## Gewässerangaben
Um tief liegende Acker und Weideflächen trockenzuhalten, wurde er im 19. Jahrhundert als Drainagegraben ausgebaut. Bis 1968 wurde das Wasser direkt in das Große Heilige Meer eingeleitet, was jedoch die Wasserqualität des Sees stark negativ beeinflusste. Durch die Aufnahme einiger kleiner Gräben und Bäche vom Uffelner Berg hat das Wasser für einen Bach in der Plantlünner Sandebene hohe Hydrogenkarbonatfrachten von bis zu 280 mg/l. Als Gründe hierfür werden der frühere Kalkabbau und die ehemaligen Kalköfen in Uffeln und am Dickenberg genannt.
1968 wurde der Wasserlauf im Zuge der Flurbereinigung verlegt, da die eingebrachten Nährstoffe das Große Heilige Meer in seiner Funktion als Naturschutzgebiet beeinträchtigten. Vor allem die Einleitung großer Mengen Eisenhydroxid, welches die Meerbecke mitführt, hat sich negativ bemerkbar gemacht. Seit dieser Zeit fungiert die Meerbecke zudem als Ringgraben, welcher nährstoffreiches Oberflächenwässer vom Naturschutzkerngebiet fernhält.
Der heutige Verlauf befindet sich südlich des Großen Heiligen Meeres, weiter östlich nimmt die Meerbecke wieder ihr altes Bett ein.
Im Heupen nimmt sie kleinere Entwässerungsgräben und den sporadischen Ablauf aus dem Großen Heiligen Meer auf. Bis zur Einmündung in die Hopstener Aa stellt sie von hier aus auch die Grenze zwischen den Gemeinden Hopsten und Recke dar. Anhand der Gemeindegrenzen zwischen Hopsten und Recke kann man auch den verlegten Lauf der Meerbecke erkennen.

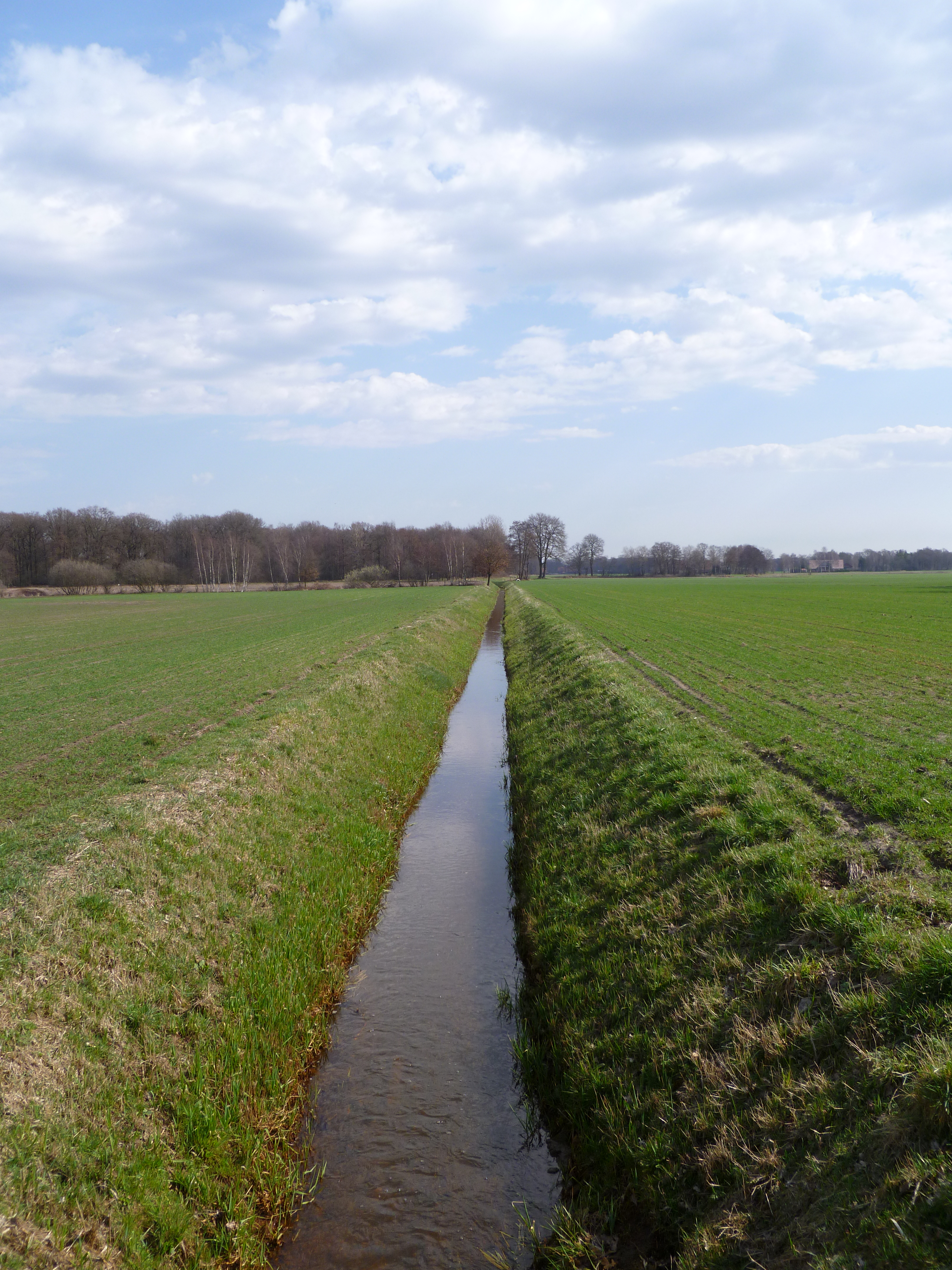
Meerbecke kurz vor der Einmündung in die Hopstener Aa

Die Meerbecke besitzt auf ihrer gesamten Länge die Gewässergüte 2, die Gewässerstrukturgüte wird Prozentual aufgeteilt:
6 % in Klasse 3, 37 % in 4, 15 % in 5 und 42 % in 6. Hierbei wird die Veränderung des Gewässers deutlich vor allem nach Verlassen des Schutzgebietes ähnelt das Gewässer fast einem Straßengraben mit trapezförmigen Einschnitt in den Ackerflächen.